# دزائوریکاو

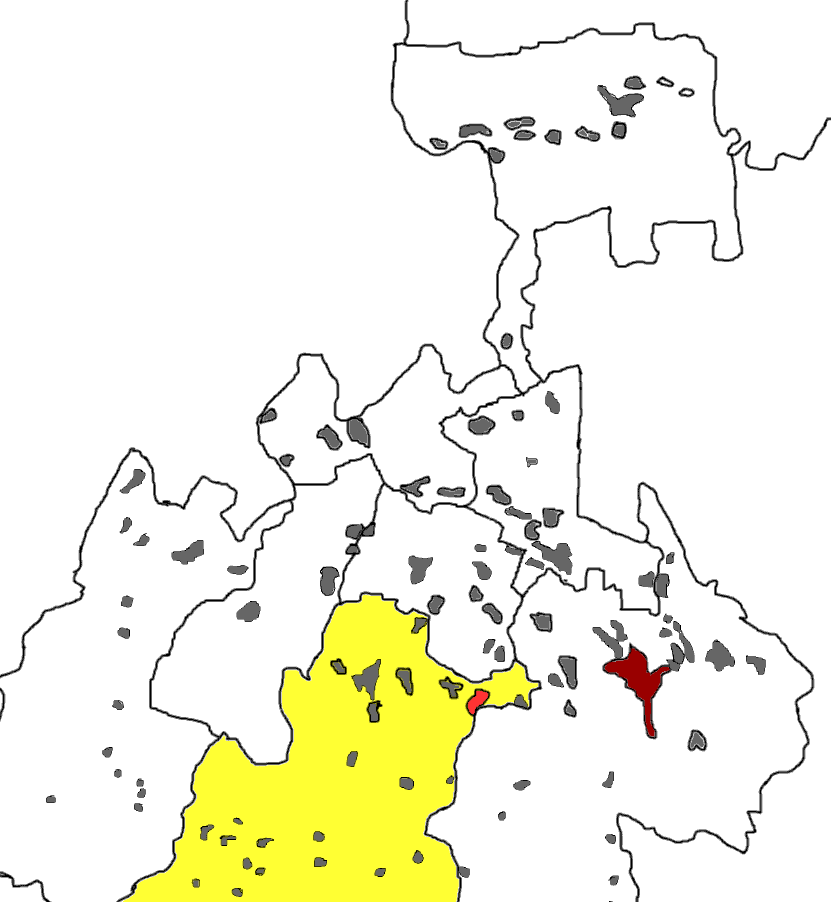
تصویری از نقشه شهر دزائوریکاو، روسیه

دزائوریکاو (روسی: Дзуарикау) یک منطقهٔ مسکونی در روسیه است که در اوستیای شمالی-آلانیا واقع شده‌است.